# 3 Inches of Blood
3 Inches of Blood (в пер. с англ.  — 3 дюйма крови) — рок-группа из Канады. Их музыка представляет собой соединение классического NWOBHM, спид-метала, а также пауэр-метала и трэш-метала. Главной отличительной чертой этой группы является наличие двух вокалистов: Кэма Пайпса с его пронзительным фальцетом и Джеми Хупера с агрессивным скримингом.

## История
Группа была образована Джеми Хупером, Санни Дхаком и Бобби Фрёзером в 2000 году в Виктории. Они собрались, чтобы отыграть единственный реюнион-концерт своей старой группы, но потом решили, что им стоит снова играть вместе в новой группе. Они записали демо Sect of the White Worm, которое позже услышал дома у своего приятеля Кэм Пайпс. Он связался с группой и предложил им записать на демо и свой вокал. Позже он был принят в группу на постоянной основе.
Дебютный альбом Battlecry under a Wintersun группа выпустила в 2002 году на лейбле Teenage Rampage, принадлежавшем местному музыкальному магазину. Вскоре магазин вместе с лейблом закрылся, и группе пришлось допечатывать новые копии диска на свои деньги. Альбом оставался незамеченным, пока группа не отправилась в турне на разогреве у The Darkness, находившихся тогда на пике славы. Это помогло 3 Inches of Blood обратить на себя внимание: они получили множество хвалебных отзывов в музыкальной прессе и уже в 2004 заключили контракт с Roadrunner Records.
Тогда же из группы ушли братья Джефф и Рич Тровики. На их место были приняты Мэтт Вуд и Брайан Редман. С новым составом группа начала запись нового альбома, и, когда она была уже завершена, о своём уходе объявили основатели группы Дхак и Фрёзер. На момент выхода Advance and Vanquish в группе уже были новые гитаристы — Шейн Кларк и Джастин Хэгберг.
Дебют на Roadrunner Records стал звёздным часом 3 Inches of Blood: песня «Deadly Sinners» стала хитом и была включена в многочисленные сборники, а также в саундтрек к компьютерной игре Tony Hawk's Underground и Brütal Legend. В июле группу покинул Мэтт Вуд, и место за ударной установкой занял Алексей Родригес. В августе 2005 группа приняла участие в турне Road Rage вместе с Machine Head и Chimaira, тем самым значительно расширив свою аудиторию. Тогда же, в 2005 Джастин Хэгберг был привлечён Мэттом Хифи для записи песни «Dawn of a Golden Age» суперпроекта Roadrunner United. В октябре 2006 в Ирвине, Калифорния, 3 Inches of Blood отыграли концерт на разогреве у Iron Maiden.
В декабре 2006 группа начала запись нового альбома Fire Up the Blades в Armory Studios с Джои Джордисоном из Slipknot в качестве продюсера. В январе-феврале 2007 они отправились в турне по США на разогреве у Cradle of Filth, а в марте выступали с Biomechanical в Великобритании. Тогда же группа подтвердила своё участие в летнем Ozzfest и назначила дату выхода нового альбома — 26 июня 2007.
2 июня 2015 было официально объявлено о прекращении деятельности группы после ноябрьского шоу в Ванкувере.

## Состав

### Последний состав
- Кэм Пайпс — чистый вокал (2001–2015), бас-гитара (2014–2015)
- Шейн Кларк — соло-гитара (2004–2015)
- Джастин Хэгберг — ритм-гитара, скриминг-вокал (2008–2015)
- Ник Кейтс — бас-гитара (2006–2009, 2015)
- Эш Пирсон — ударные (2007–2015)

### Бывшие участники
- Алексей Родригес — ударные
- Рич Тровик — бас-гитара
- Джефф Тровик — ударные
- Санни Дхак — гитара
- Бобби Фрёзе — гитара
- Мэтт Вуд — ударные
- Брайан Редман — бас-гитара
- Кевин Киган — гитара
- Джей Уоттс — гитара
- Джеми Хупер - вокал
- Байрон Страуд — бас-гитара

## Дискография

### Альбомы
- Battlecry under a Wintersun (2002, Teenage Rampage)
- Advance and Vanquish (2004, Roadrunner Records)
- Fire Up the Blades (2007, Roadrunner Records)
- Here Waits Thy Doom (2009, Century Media Records)
- Long Live Heavy Metal (2012, Century Media Records)

### Мини-альбомы
- Sect of the White Worm (2002)
- Trial of Champions (2007)
- Anthems for the Victorious (2011)

### Синглы
- "Ride Darkhorse, Ride" (2002)
- "Destroy the Orcs" (2003)
- "Deadly Sinners" (2004)
- "The Goatriders Horde" (2007)
- "Trial of Champions" (2007)
- "Battles and Brotherhood" (2009)
- "Silent Killer" (2010)